# Massakren i Novgorod
Massakren i Novgorod fandt sted i byen Novgorod i Rusland i 1570. Massakren startede den 9. januar og foregik til 12. februar.
Den klassiske version hævder, at Ivan den Grusomme var af den tro, at byens Novgorods elite planlagde at gå over til Polen, og førte den 2. januar en hær til Novgorod for at stoppe dem. Ivans soldater byggede mure omkring byen for at forhindre, at folket i byen skulle rømme. Mellem 500 og 1000 mennesker blev samlet af tropperne hver dag og blev derefter tortureret og dræbt foran Ivan og hans søn.
Enkelte forskere hævder imidlertid, at massakren faktisk ikke var politisk ladet, men at den blev udført for at forhindre, at en pestepidemi, som kom til Novgorod via Europa, skulle sprede sig til resten af Rusland.[kilde mangler]
Det officielle dødstal navngav 1.500 af Novgorods aristokrati og nævnte omtrent samme antal af andre. Nyere russisk forskning estimerer antallet af ofre til et sted mellem 2.500 og 12.000 (efter hungersnøden og epidemierne i 1560'erne var Novgorods befolkning ikke større end 10.000 - 20.000). Efter at have gransket rapporten fra opritsjnik-lederen Maljuta Skuratov og mindelister (sinodiki) anser R. Skrynnikov, at antallet af ofre var 2-3 tusinde.